# Ukanc
Ukanc je vesnice v občině Bohinj v Triglavském národním parku na západním břehu Bohinjského jezera. Většinu osady tvoří rekreační a prázdninové domy a hotely. Jižně od vesnice se nachází dolní stanice kabinové lanovky Ukanc-Vogel, která vede do lyžařského areálu na Vogelu. U jižního břehu jezera leží Autokemping Zlatorog s přístavištěm pro turistickou loď na jezeře a tábornické centrum Gozdna šola.

## Legenda
Jméno Ukanc je podle pověsti odvozeno od slovního spojení „u konc“, což znamená na konci světa, neboť lidé v minulosti věřili, že svět končí pod nedalekou Komarčou.